# Gola Wąsoska
Gola Wąsoska is een plaats in het Poolse district  Górowski, woiwodschap Neder-Silezië. De plaats maakt deel uit van de gemeente Wąsosz en telt 100 inwoners.